# Enoch Edgar Hume
Enoch Edgar Hume (24 de marzo de 1844-5 de julio de 1911) fue un médico y político estadounidense que se desempeñó como alcalde de Frankfort, Kentucky, de 1905 a 1906. También sirvió como miembro de la Cámara de Representantes de Kentucky de 1875 a 1877.

## Primeros años, educación y familia
Enoch Edgar Hume nació en la granja de su abuelo en el condado de Trimble, Kentucky. Fue educado en las escuelas públicas de Louisville, Kentucky, y más tarde asistió a la Academia Mount Washington. Al estallar la Guerra de Secesión, se alistó en el bando de los Confederados, pero fue encontrado por las autoridades de la Unión y enviado a Camp Chase, una prisión militar en Ohio. Después de la guerra, viajó al condado de Clearfield, Pensilvania, donde dirigió un campamento maderero. A su regreso a Kentucky, comenzó a estudiar medicina en la Universidad de Louisville y se graduó en 1869. Se casó con Mary South el 19 de diciembre de 1877 en Frankfort, Kentucky. Juntos tuvieron una hija y un hijo, Edgar Erskine Hume.

## Carrera
Después de graduarse, Hume se mudó al condado de Anderson, Kentucky, donde ejerció la medicina durante tres años. Mientras vivía en el condado de Anderson, fue compañero de cuarto y amigo de Champ Clark, futuro presidente de la Cámara de Representantes de los Estados Unidos. Luego viajó a Nueva York para continuar sus estudios. Estudió en Bellevue Medical College y se graduó en 1875. Tras su graduación, trabajó en el Hospital de Ojos, Oído y Garganta de Manhattan. Durante este tiempo, también trabajó en el departamento médico de la Universidad de Columbia.
Mientras estaba en Nueva York, los demócratas del condado de Anderson presentaron a Hume como candidato a las elecciones a la Cámara de Representantes de Kentucky sin su conocimiento. A su regreso a Kentucky, ganó las elecciones y representó al condado de Anderson durante las sesiones de 1875, 1876 y 1877. Al final de su mandato, rechazó una nominación para el Senado de Kentucky.
En 1880, Hume se mudó a Frankfort, la capital de Kentucky, donde ejerció la medicina durante más de 30 años. Durante este tiempo, fue médico de familia de varios de los gobernadores de Kentucky. Fue el médico del gobernador William Goebel y uno de los 18 médicos que lo atendieron después de que un asesino le disparara el 30 de enero de 1900. Goebel murió cuatro días después.
En 1905, Hume fue elegido alcalde de Frankfort. Se desempeñó como alcalde hasta 1909. Durante su mandato como alcalde, trabajó para establecer nuevas carreteras y alcantarillados y reducir la deuda de la ciudad. En 1907, convocó a todos los profesores de Kentucky a reunirse en Mammoth Cave, y allí formaron la Asociación Educativa de Kentucky. También fue miembro de la junta directiva de la Escuela Normal Estatal para Personas de Color e hizo mucho para mejorar la educación de los afroestadounidenses en Kentucky. Según el libro de 1914 de la Sociedad histórica de Kentucky, Registro de la Sociedad Histórica del Estado de Kentucky, Hume era muy estimado por los afroestadounidenses de Kentucky y fue honrado con un edificio que lleva su nombre, junto con un anillo de oro.

## Vida posterior y muerte
Debido a problemas de salud, Hume se jubiló en 1909. Su cuñado y socio John Glover South continuó el negocio después de la jubilación de Hume. Incluso después de su jubilación, su salud continuó deteriorándose, y durante sus últimos meses, sólo salió de su casa una vez; para ir a votar por su amigo James B. McCreary para gobernador. Hume murió el 5 de julio de 1911, en su casa de Frankfort, a la edad de 67 años. Fue enterrado en el cementerio de Frankfort en Frankfort.